# Сидельников, Алексей Пантелеевич
Алексей Пантелеевич Сидельников (1 марта 1921, Переволоцкий район, Оренбургская область — 6 октября 1992, Зауральный, Оренбургская область) — воздушный стрелок 136-го гвардейского штурмового авиационного полка, гвардии старший сержант — на момент представления к награждению орденом Славы 1-й степени.

## Биография
Родился 1 марта 1921 года на хуторе Дачный Переволоцкого района Оренбургской области. Окончил 5 классов. Работал в колхозе, трактористом на МТС.
В 1940 году был призван в Красную Армию. В декабре 1942 года окончил 2-ю Ленинградскую школу воздушных стрелков. На фронте в Великую Отечественную войну с мая 1943 года. Воевал воздушным стрелком на самолёте Ил-2 в 136-м гвардейском штурмовом авиационном полку на Южном, 4-м Украинском и 3-м Белорусском фронтах.
9 мая 1944 года в районе города Севастополь гвардии старший сержант Сидельников обнаружил замаскированные орудия и танки противника. По его целеуказаниям штурмовики уничтожили 2 орудия и танк. Сидельников лично из пулемета подавил 2 батареи малокалиберной зенитной артиллерии. Летом 1944 года полк был переброшен на 3-й Белорусский фронт.
В июне-июле 1944 года в ходе боев по освобождению Белоруссии произвел 24 боевых вылета на штурмовку живой силы и боевой техники противника. Из пулемета поджег 6 автомашин, подавил 2 зенитные установки и поразил свыше 30 противников.
Приказом от 1 сентября 1944 года гвардии старший сержант Сидельников Алексей Пантелеевич награждён орденом Славы 3-й степени.
В октябре 1944 года в составе экипажа Сидельников произвел несколько боевых вылетов на территорию Восточной Пруссии, в ходе которых успешно отбил атаки вражеских истребителей, пулеметным огнём поджег 2 автомашины, подавил 3 малокалиберные зенитные орудия, истребил до взвода пехоты. 20 октября в районе города Таураге и 22 октября в районе города Гумбиннен в воздушных боях отбил 3 атаки истребителей противника, а во время штурмовок цели из пулемета подавил 3 огневые точки.
Приказом от 7 февраля 1945 года гвардии старший сержант Сидельников Алексей Пантелеевич награждён орденом Славы 2-й степени.
В конце 1944 — начале 1945 года при ликвидации окруженной группировки в Восточной Пруссии 29 раз летал с ведущим группы на штурмовку противника, отразил 6 атак вражеских истребителей, огнём из пулемета поджег 4 автомашины, железнодорожную цистерну, подавил 8 зенитных орудий и уничтожил большое количество противников. 20 января трижды сопровождал в составе экипажа наступление пехоты в районе города Лазденен и подавил 2 малокалиберных зенитных орудия и наземную огневую точку. 4 и 6 марта 1945 года в районе населенного пункта Хермсдорф в воздушном бою отбил несколько атак вражеских истребителей.
Указом Президиума Верховного Совета СССР от 19 апреля 1945 года за мужество, отвагу и героизм, , гвардии старший сержант Сидельников Алексей Пантелеевич награждён орденом Славы 1-й степени. Стал полным кавалером ордена Славы.
К концу войны на счету воздушного стрелка Сидельникова было 140 боевых вылетов. В 1946 году младший лейтенант Сидельников уволен в запас.
Вернулся на родину. Член КПСС с 1953 года. Жил в городе Оренбург. Работал в управлении «Оренбургзаводстрой». Скончался в 1992 году.

## Награды
Награждён орденами Красного Знамени, Отечественной войны 1-й и 2-й степеней, Красной Звезды, Славы 3-х степеней, медалями.